# Elecciones estatales de Campeche de 1977
Las elecciones estatales de Campeche de 1977 se realizaron el domingo 3 de julio de 1977 y en ellas se renovaron los trece escaños del Congreso del Estado de Campeche.

## Resultados
|  | 99.91 % |

|  | 0.09 % |

|  | 99.99 % |

|  | 0 % |